# Ediacara-Hügel
Die Ediacara-Hügel sind eine Hügelkette im Nordwesten des Flindersgebirges im australischen Bundesstaat South Australia rund 450 km nördlich von Adelaide. In dieser Region wurden 1946 die ersten Spuren mehrzelliger Tiere aus dem Präkambrium in Form fossiler Abdrücke gefunden.  Diese Lebewesen, die noch keine erhaltungsfähigen Hartteile entwickelt hatten und deren systematische Stellung bislang ungeklärt ist, werden zusammenfassend als Ediacara-Fauna bezeichnet.
Nach seiner kennzeichnenden Weichkörper-Fauna ist das Ediacarium benannt, der jüngste geologische Zeitabschnitt des Neoproterozoikums. Während dieser Zeit lagerten sich jene Sedimente (Pound-Quarzit) ab, aus denen heute die Ediacara-Hügel bestehen.

## Entdeckungsgeschichte der Ediacara-Fauna
Die Bedeutung der Ediacara-Hügel für die fossile Überlieferung von Mehrzellern und der Evolution des Lebens steht erst seit Mitte des 20. Jahrhunderts fest. Der Geologe Reginald Claude Sprigg erkundete 1946 die Ediacara-Hügel. Dort fand er Abdrücke von weichen Organismen, die sich vor allem an der Unterseite von Quarzit- und Sandsteinplatten erhalten hatten. Es war der erste, reichhaltige Fund präkambrischer Fossilien. Wenige Jahre später wurden auch in Leicestershire, Großbritannien sowie in Namibia Fossilien von Weichkörper-Organismen entdeckt.

## Sonstiges
In den Ediacara-Hügeln finden sich viele stillgelegte Silber- und Kupferminen aus dem 19. Jahrhundert.

## Belege

### Einzelbelege
1. ↑   Selden et al., S. 10